# 南渡镇区
南渡镇区是缅甸掸邦皎梅县下辖的一个镇区，治所位于南渡。